# Syloti

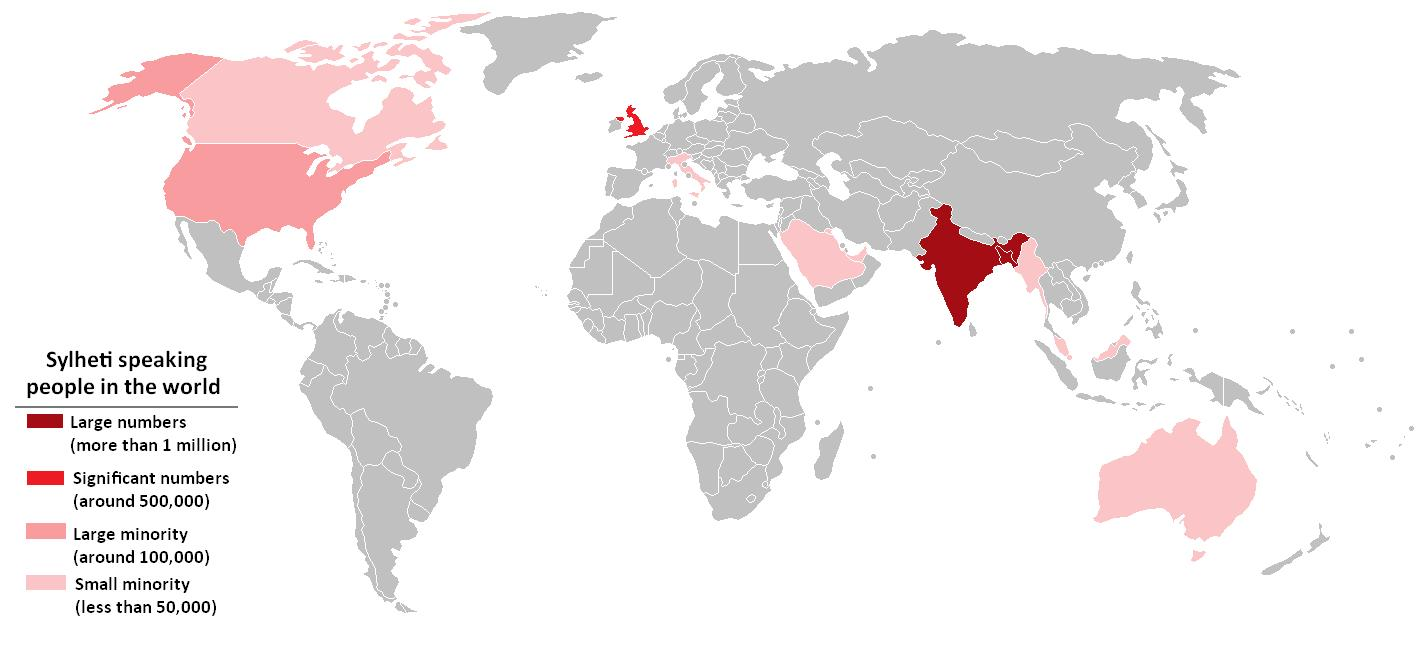
Länder med syloti-talande befolkning.

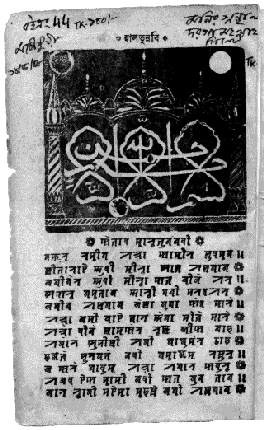
Omslaget på en syloti-språkig 1800-talsbok med Syloti nagri.

Syloti (সিলটী, Silôṭi) är ett indoariskt språk i den indoeuropeiska språkfamiljen, som talas av omkring 11 miljoner människor. De flesta talare bor i och kring provinsen Sylhet i nordöstra Bangladesh och i de indiska delstaterna Assam och Tripura. Språket är nära besläktat med bengali, med många lånord från farsi och arabiska, och är ett eget språk.
Förr skrevs syloti med ett eget skriftspråk, syloti nagri, men sedan slutet av 1900-talet används nästan uteslutande bengalialfabetet.
Syloti var det dominerande språket i kungadömet Kamarupa i nuvarande Assam mellan 300-talet och 1100-talet.

## Fonologi

### Vokaler
|            | Främre | Central | Bakre |
| ---------- | ------ | ------- | ----- |
| Sluten     | i      |         | ʊ     |
| Halvsluten | ɛ      |         |       |
| Halvöppen  |        |         | ɔ     |
| Öppen      |        | a       |       |

Källa: